# Haus Grand Ry

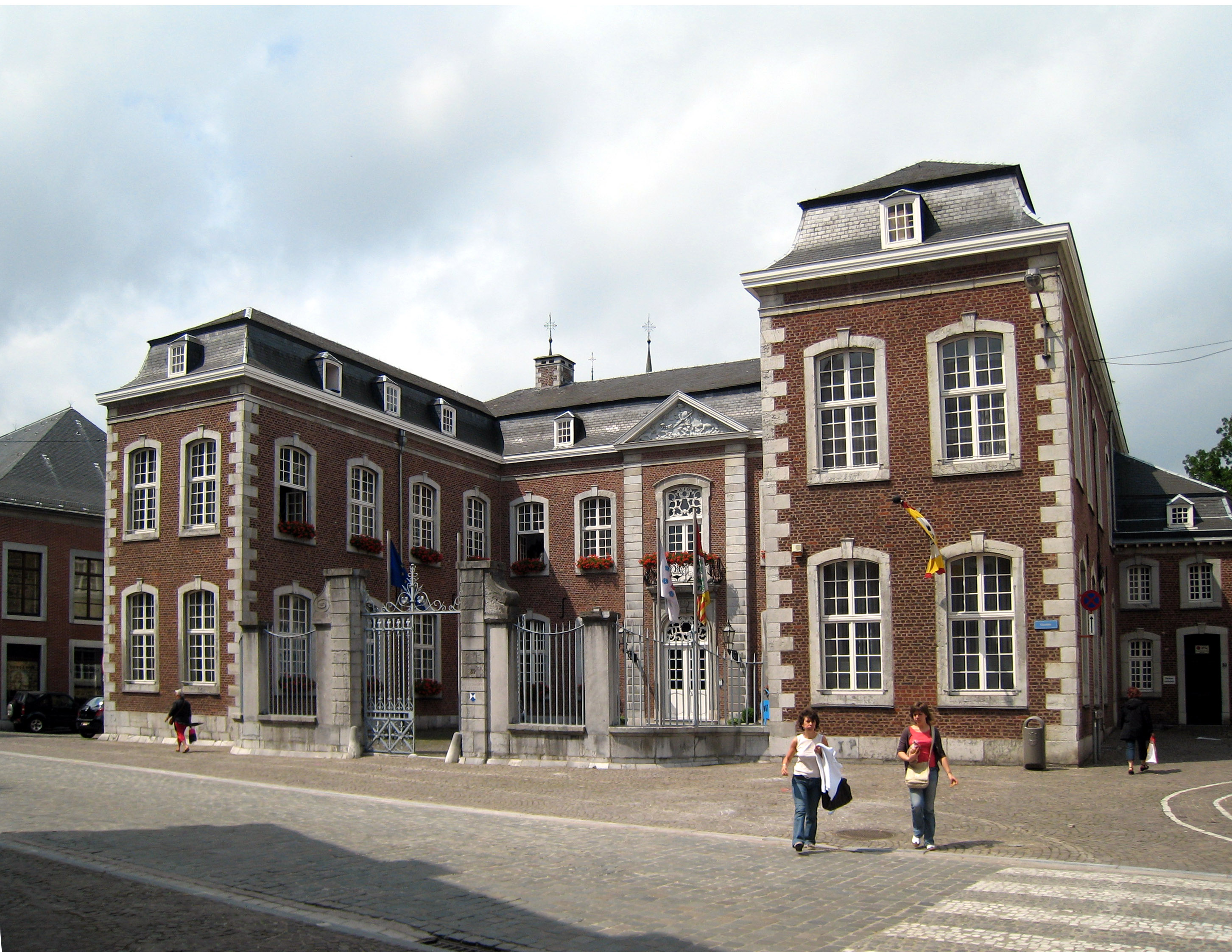
Haus Grand Ry, Ansicht von Nordosten (2006)

Das Haus Grand Ry, auch Alte Post genannt, ist ein ehemaliges Tuchmacherhaus in der Klötzerbahn 32 der belgischen Stadt Eupen (Deutschsprachige Gemeinschaft). Das Gebäude wurde in den Jahren von 1761 bis 1763 durch Nikolaus Joseph von Grand Ry nach Plänen Johann Joseph Couvens errichtet und war bis 1893 im Besitz seiner Familie, ehe dort die Kaiserliche Post einzog. Bis 1978 diente das Haus dann als Postgebäude, bevor es nach mehrjährigen, umfangreichen Restaurierungsarbeiten 1984 zum Regierungssitz der Deutschsprachigen Gemeinschaft wurde.
Das Gebäude steht seit dem 14. Februar 1968 als Kulturdenkmal unter Denkmalschutz.

## Geschichte

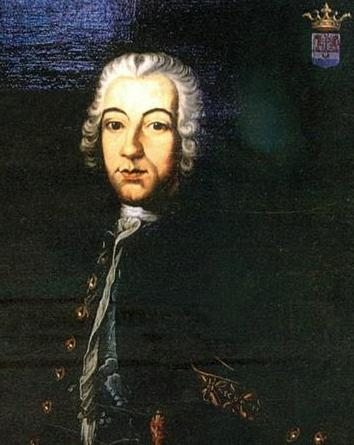
Der Bauherr Nikolaus Joseph von Grand Ry, zeitgenössisches Porträt eines unbekannten Malers

Am Ort des heutigen Gebäudes stand früher, unweit des Zusammenflusses von Stadtbach und Favrunbach, ein Haus der Familie Leyendecker, das „Im Känntchen“ genannt wurde. Dieses erwarben um das Jahr 1700 der aus Kettenis stammende Tuchfabrikant Andreas Grand Ry und seine Frau Maria Elisabeth Klebanck. Der gemeinsame Sohn Nikolaus Joseph, Bürgermeister von Eupen, ließ das alte Gebäude niederlegen und dort ab 1761 ein neues repräsentatives Wohnhaus samt rückwärtigem Werkstattbereich für die Tuchfabrikation – dem sogenannten Schererwinkel – errichten. 1763 waren die Arbeiten dazu beendet. Die Entwürfe für den Neubau lieferte der Aachener Baumeister Johann Joseph Couven, der dabei wohl von seinem Sohn Jakob unterstützt wurde. Couven entwarf ein Wohngebäude nach Art der französischen Stadtpalais mit einem zur Straße geöffneten Ehrenhof; eine Form, die er in der Aachener Region populär machte. Wie im Falle des Hauses Mennicken am Eupener Werthplatz war auch für das Haus Grand Ry Couvens Urheberschaft anfänglich umstritten, doch derweil deutet alles darauf hin, dass es sich dabei um das letzte repräsentative bürgerliche Bauwerk Couvens handelt.
Nikolaus Joseph Grand Ry starb im selben Jahr, wie sein Neubau beendet wurde. Nach seinem Tod erbte seine Witwe Marie Elisabeth de Wampe, Tochter eines Lütticher Bürgermeisters, das Haus. Die Kinder des Paars schlossen 1786 einen Vertrag, der festlegte, dass Andreas Joseph de Grand Ry das Gebäude sowie dessen Innenausstattung und Mobiliar gegen die Zahlung von 40.000 Gulden an seine Geschwister erhalten sollte. Allerdings sollte er erst nach dem Tod der Mutter über das Haus verfügen können. Dieser Fall trat 1794 ein. 1826 war Andreas Josephs Sohn Jakob Joseph als Eigentümer verzeichnet, 1855 dessen Sohn Karl Jakob Joseph. Nach dem Tod von dessen Schwester Emilia Maria Theresia im Jahr 1886 gelangte es über Marie Anne Julie, Tochter von Karl Jakob Joseph, an deren Ehemann, den Reichstagsabgeordneten Andreas von Grand-Ry. Er verkaufte den Besitz an die Reichspostverwaltung, die dort am 1. April 1893 einzog. 1920 folgte die Königlich-Belgische Post als Besitzerin des Hauses.

Haus Grand Ry um 1912 während seiner Zeit als Postgebäude

Bis zum Jahr 1978 war das Haus Grand Ry als Postgebäude in Nutzung, weshalb es in Eupen heute auch noch als Alte Post bekannt ist. Dann entstand der Plan, es zum Sitz der Regierung der Deutschsprachigen Gemeinschaft umzufunktionieren. Zu diesem Zweck fanden von 1979 bis 1983 umfangreiche Restaurierungs- und Umbauarbeiten statt, die mit insgesamt knapp 45 Millionen Franken zu Buche schlugen. Sämtliche Stuckdecken aus der Erbauungszeit waren dermaßen beschädigt, dass sie ersetzt werden mussten. Eine eingeschossige Schalterhalle mit Balusterbrüstung als oberem Abschluss, die dem Mitteltrakt für die Nutzung als Postgebäude vorgesetzt worden war, wurde wieder rückgebaut. 1984 konnte der neue Regierungssitz offiziell in Betrieb genommen werden. Seit 1994 sind auch im Dachgeschoss Büros und Sitzungsräume untergebracht. Bei der Restaurierung musste dort seinerzeit aus Brandschutzgründen auf die Einrichtung von weiteren Zimmern verzichtet werden. Erst eine entsprechende Isolierung machte die Nutzung des ehemaligen Speichers möglich. Früher wurde er wahrscheinlich als Wolllager genutzt.

## Beschreibung

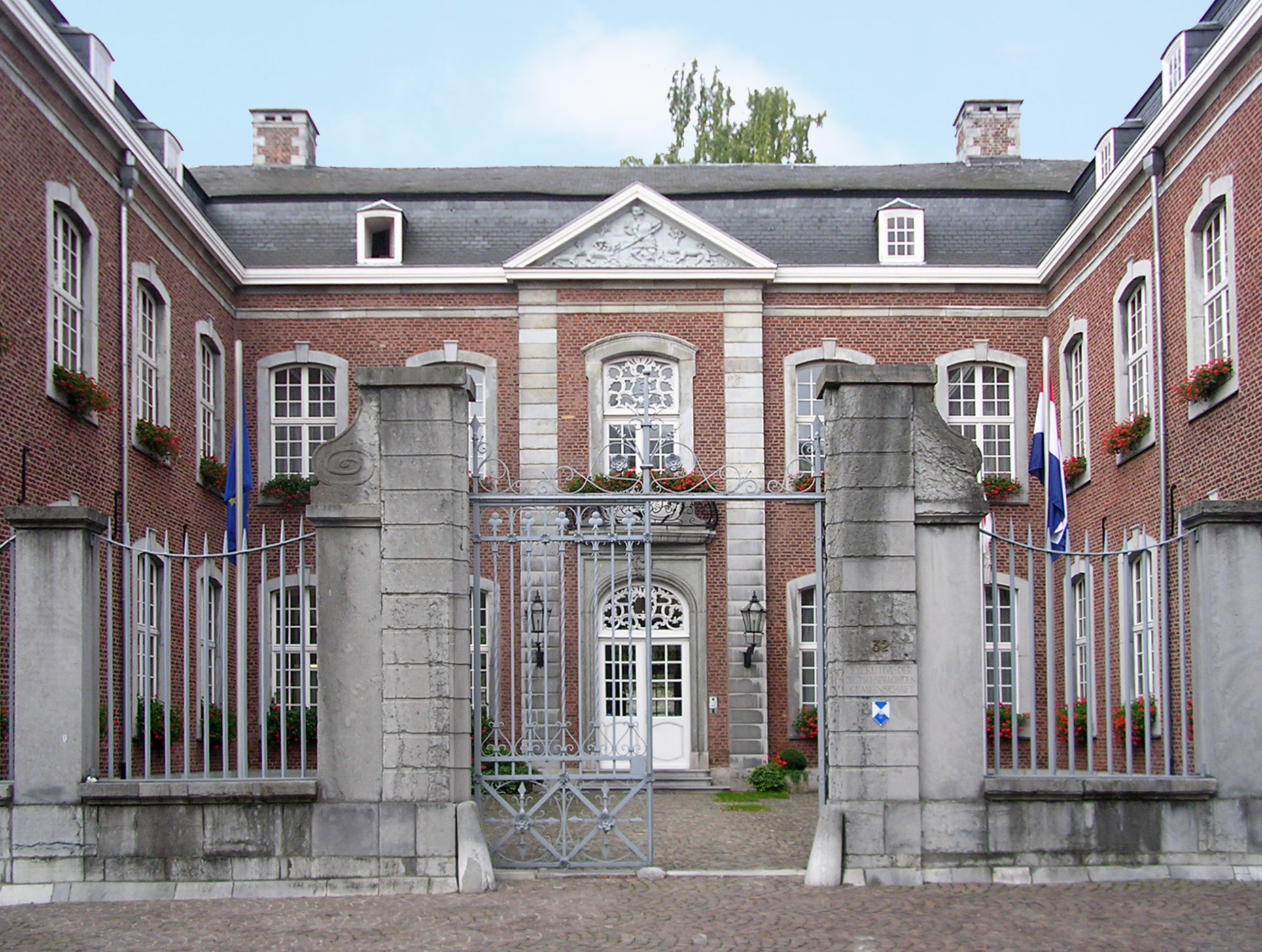
Frontansicht des Hauses Grand Ry

Haus Grand Ry ist ein dreiflügeliger Backsteinbau, dessen Trakte in U-Form einen Ehrenhof mit Natursteinpflaster umgeben. Diese Gebäudeform ist für Eupener Tuchmacherhäuser eine Besonderheit und in der Stadt einzigartig. Der Hof ist zur Straßenseite durch eine niedrige geschwungene Mauer mit aufgesetztem Gitter abgeschlossen. Diese Konstruktion ersetzte 1981 eine Backsteinmauer aus dem 19. Jahrhundert. Ein Gittertor zwischen zwei schweren, quergerillten Pfeilern gewährt Einlass zum Hof. Früher trugen sie Flammentöpfe, die sich heute in Privatbesitz befinden. Einer von ihnen ist neben dem Sitz des Ministerpräsidenten der Deutschsprachigen Gemeinschaft (Gospertstraße 42) zu finden. An beide Pfeiler lehnt sich jeweils ein schmalerer Pfeiler mit Volutenabschluss an.
Die zwei Geschosse des Hauses erheben sich auf einem Blausteinsockel und sind von einem schiefergedeckten Mansarddach abgeschlossen. Die beiden Seitenflügel weisen stichbogige Fenster mit Blausteinrahmen und schlichtem Keilstein auf, durch die sie an den Längsseiten in vier Achsen unterteilt werden. Die Stirnseiten dieser Trakte besitzen zwei Achsen. Blaustein fand auch bei den Eckquaderungen des Hauses in Zahnschnittfolge Verwendung. Der mittlere Flügel des Gebäudes weist fünf Achsen auf. Die mittlere von ihnen ist durch rustizierte Pilaster als Risalit hervorgehoben. Auf Dachhöhe ist dieser durch einen Dreiecksgiebel bekrönt, der in seinem Giebelfeld eine Darstellung von Cerberus mit Höllenhunden besitzt. Auch die Mittelachse der Rückseite ist als Risalit hervorgehoben. Im dortigen Dreiecksgiebel findet sich ein ovales Fenster.

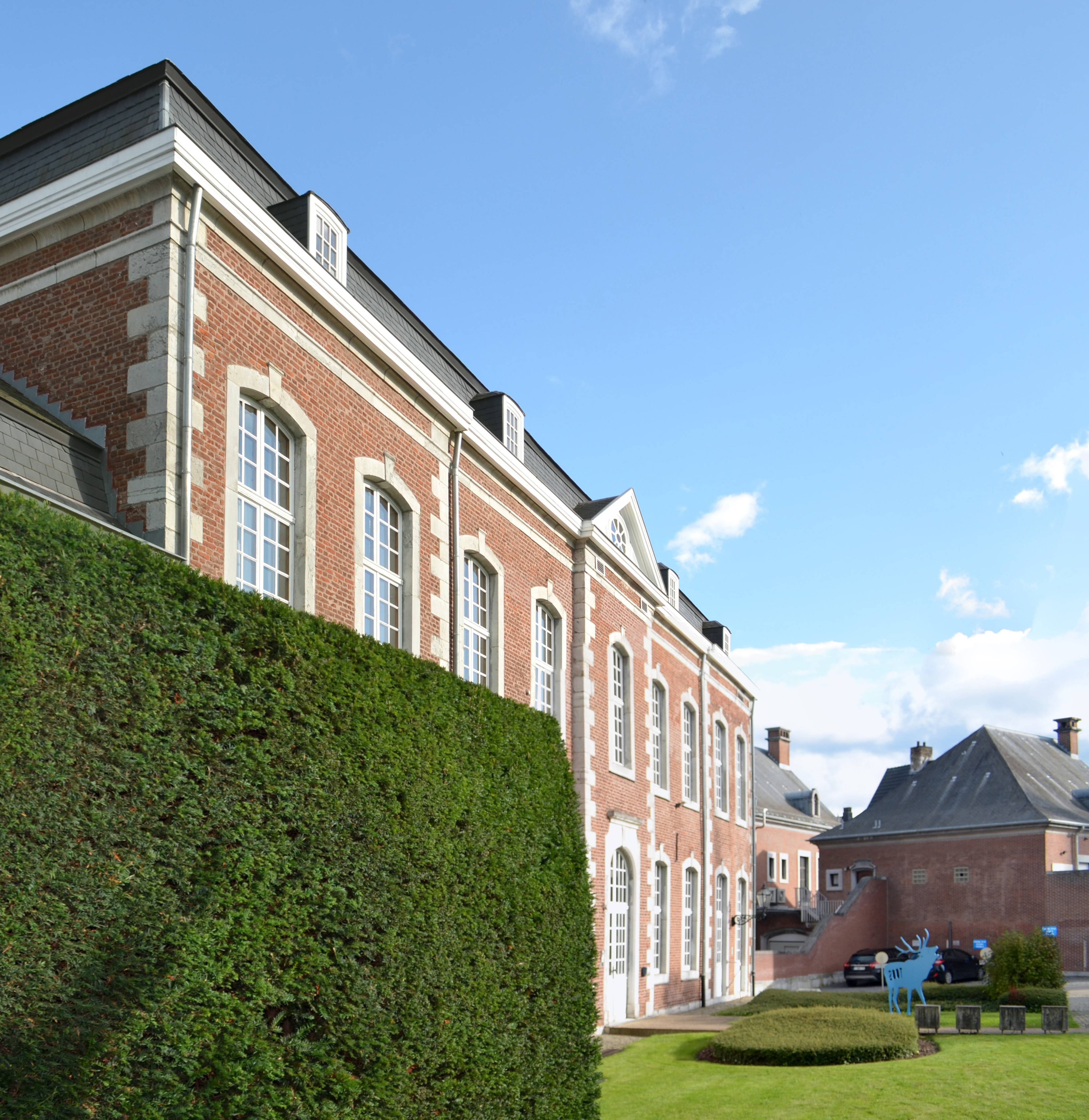
Rückseite des Hauses mit Garten

Eine dreistufige Vortreppe führt zum stichbogigen Portal in der Mittelachse des Hauses an der Hofseite. Es besitzt eine profilierte Rahmung und einen Keilstein als oberen Abschluss. Seine zweiflügelige Tür ist mit einem Oberlicht mit Rokoko-Ornamenten ausgestattet. Darüber befindet sich im ersten Geschoss ein schmaler Balkon mit einer feinen, schmiedeeisernen Brüstung. Die Balkontür besitzt ebenfalls ein Oberlicht, das eine ähnliche Gestaltung wie das der Eingangstüre aufweist. Im Inneren ist durch den Umbau unter der Reichspost sowie die Umnutzung zum Regierungssitz kaum etwas von der Innenausstattung erhalten geblieben. Lediglich eine Holztreppe mit kanneliertem Pfosten und feinen, gedrehten Balustern ist noch übrig.
Der rückwärtige Schererwinkel der Anlage wurde schon früh abgerissen. Von ihm sind nur noch rudimentäre Reste in einer Seitengasse vorhanden. Anstatt des Werkstattbereichs erstreckt sich hinter dem Haus heute ein Garten. Dem nördlichen Seitenflügel schließt sich an der Außenseite ein kleiner Anbau an. Obwohl er wie das Hauptgebäude zwei Geschosse besitzt, ist er wesentlich niedriger. Wahrscheinlich stammt er aus der Erbauungszeit der gesamten Anlage und diente vermutlich als Dienstboteneingang.